# Christy Mathewson
Christopher Mathewson (ur. 12 sierpnia 1880, zm. 7 października 1925) – amerykański baseballista, który występował na pozycji miotacza.
Mathewson studiował na Bucknell University, gdzie grał w baseballowej, koszykarskiej i futbolowej drużynie uniwersyteckiej. Po ukończeniu pierwszego roku studiów, podpisał zawodowy kontrakt z Taunton Herrings, zespołem występującym w New England League. W 1900 przeszedł do Norfolk Phenoms z Virginia-North Carolina League, w którym uzyskał bilans W-L 20–2; po ostatnim zwycięskim meczu otrzymał ofertę z dwóch klubów National League, Philadelphia Phillies i New York Giants. W lipcu 1900 zdecydował się podpisać kontrakt z Giants, w którym zadebiutował w tym samym miesiącu. 15 lipca 1901 w meczu przeciwko St. Louis Cardinals rozegrał pierwszego w karierze, drugiego w historii klubu no-hittera.
W sezonie 1905 rozegrał drugiego w karierze no-hittera (13 czerwca w spotkaniu z Chicago Cubs), zdobył po raz pierwszy Potrójną Koronę, zwyciężając w trzech klasyfikacjach (31 W, 1,28 ERA, 206 SO) i wystąpił w trzech meczach zwycięskich dla Giants World Series, zaliczając trzy shutouty. W 1908 zdobył Triple Crown po raz drugi (37 W, 1.43 ERA, 259 SO). Wystąpił jeszcze w trzech, przegranych przez Giants World Series w 1911, 1912 i 1913 roku.
20 lipca 1916 w ramach wymiany zawodników przeszedł do Cincinnati Reds, gdzie został grającym menadżerem. Po raz ostatni zagrał 4 września 1916, zaś menadżerem Reds pozostał do sierpnia 1918, po czym wstąpił do US Army Chemical Corps, gdzie służył we Francji między innymi z Branchem Rickeyem i Ty Cobbem. W ciągu swojej kariery w MLB zaliczył 373 wygrane i pod tym względem zajmuje trzecie miejsce w klasyfikacji wszech czasów. W późniejszym okresie był trenerem w New York Giants i prezydentem Boston Braves. Zmarł na gruźlicę 7 października 1925.
W 1936 był jednym z pięciu zawodników, obok Ty Cobba, Babe'a Rutha, Honusa Wagnera i Waltera Johnsona, którzy jako pierwsi zostali uhonorowani członkostwem w Baseball Hall of Fame. Jego nazwisko figuruje wśród zastrzeżonych numerów na stadionie AT&T Park. W 1999 został wybrany do MLB All-Century Team.
| Nagroda/wyróżnienie                    | Lata                         | Źródło |
| Zwycięzca w World Series               | 1905                         | [ 4 ]  |
| 2× MLB Triple Crown                    | 1905, 1908                   | [ 5 ]  |
| 5× ERA champion                        | 1905, 1908, 1909, 1911, 1913 | [ 2 ]  |
| 5× strikeout champion                  | 1903, 1904, 1905, 1907, 1908 | [ 2 ]  |
| Major League Baseball All-Century Team |                              | [ 10 ] |
| Baseball Hall of Fame                  | od 1936                      | [ 8 ]  |